# Angelo Canzonieri
Angelo Canzonieri (Ragusa, 1º dicembre 1964) è un ex ciclista su strada italiano, professionista dal 1986 al 1998.

## Carriera
Svolgeva il ruolo di gregario, ma vinse comunque tre corse fra i professionisti, tra cui la Milano-Vignola 1995.
I suoi piazzamenti personali migliori li ottenne nelle semi-classiche e nelle corse in linea del panorama italiano fra cui figurano i podi al Gran Premio di Prato 1987, al Giro di Campania 1988, al Gran Premio di Larciano 1995 e all'Alassio Cup 1997.
Partecipò anche a diverse competizioni negli Stati Uniti d'America ottenendo due secondi posti al New Jersey Classic (nel 1991 e 1993) e il terzo posto alla Philadelphia International Championship 1997.
Ottenne qualche discreto piazzamento anche in brevi corse a tappe: quarto al Giro di Calabria 1989 e alla Vuelta a Andalucía 1997.

## Palmarès
- 1982 (Dilettanti, una vittoria)

Gran Premio Comune di Cerreto Guidi
- 1983 (Dilettanti, una vittoria)

Firenze-Viareggio
- 1985 (Dilettanti, una vittoria)

Trofeo Salvatore Morucci
- 1989 (Pepsi-Cola, una vittoria)

1ª tappa Giro del Trentino (Riva del Garda > Pellizzano)
- 1991 (Gis Gelati, una vittoria)

2 tappa New Hampshire Omnium (New Hampshire > New Hampshire)
- 1995 (Mercatone Uno, una vittoria)

Milano-Vignola

## Piazzamenti

### Grandi Giri
- Giro d'Italia

1989: 83º
1990: 134º
1992: 100º
1998: 78º
- Vuelta a España

1996: 54º
1997: 92º

### Classiche monumento
- Milano-Sanremo

1989: 44º
1990: 87º
1995: 29º
1998: 155º
- Liegi-Bastogne-Liegi

1998: 70º
- Giro di Lombardia

1987: 17º
1993: 37º